# Fázová rychlost
Fázová rychlost je ve fyzice rychlost, s jakou se pohybuje fáze vlnění prostorem. V homogenním prostředí je to kolmá rychlost šíření vlnoplochy.
Fázová rychlost může překročit rychlost světla ve vakuu.[zdroj?]

## Značení a jednotky
- Doporučené značení: vf, c
- Jednotka SI: metr za sekundu, značka m/s či ms−1

## Vztah k souvisejícím veličinám vlnění

Fázovou rychlostí se pohybují vlnoplochy, tedy body v prostoru, ve kterých má vlna stejnou fázi.

Pomocí fázové rychlosti vf lze zapsat postupnou vlnu v určitém směru jako změnu charakteristické veličiny {\displaystyle \Phi \,} (podle druhu vlnění – např. výchylky, akustického tlaku, intenzity elektrického pole apod.) závisející na místě daném vzdáleností {\displaystyle x\,} (ve směru šíření rozruchu) a čase {\displaystyle t\,} podle vztahu:
{\displaystyle \Phi =\Phi (v_{\mathrm {f} }t-x)\,}.
Fázovou rychlostí postupuje daná fáze vlny, ať už jednorázové (např. náběh či vrchol rázové vlny či solitonu) nebo periodické (např. postup maxim amplitudy kmitů, tzv. vlnoploch).
Pro periodickou vlnu, tedy šíření periodických kmitů, lze fázovou rychlost určit pomocí vztahů:
{\displaystyle v_{\mathrm {f} }={\frac {\lambda }{T}}}, kde {\displaystyle \lambda \,} je vlnová délka a {\displaystyle T\,} perioda,
nebo:
{\displaystyle v_{\mathrm {f} }={\frac {f}{\sigma }}}, kde {\displaystyle f\,} je frekvence a {\displaystyle \sigma \,} vlnočet,
nebo:
{\displaystyle v_{\mathrm {f} }={\frac {\omega }{k}}}, kde {\displaystyle \omega \,} je úhlová frekvence a {\displaystyle k\,} úhlový vlnočet.

## Disperze

Při disperzi se fázová rychlost (pohyb červeného bodu) liší od rychlosti pohybu vlnového balíku, tzv. grupové rychlosti (pohyb zelených bodů).

Závisí-li velikost fázové rychlosti periodické vlny na její frekvenci, dochází k tzv. disperzi.